# Tarquinio Jacometti

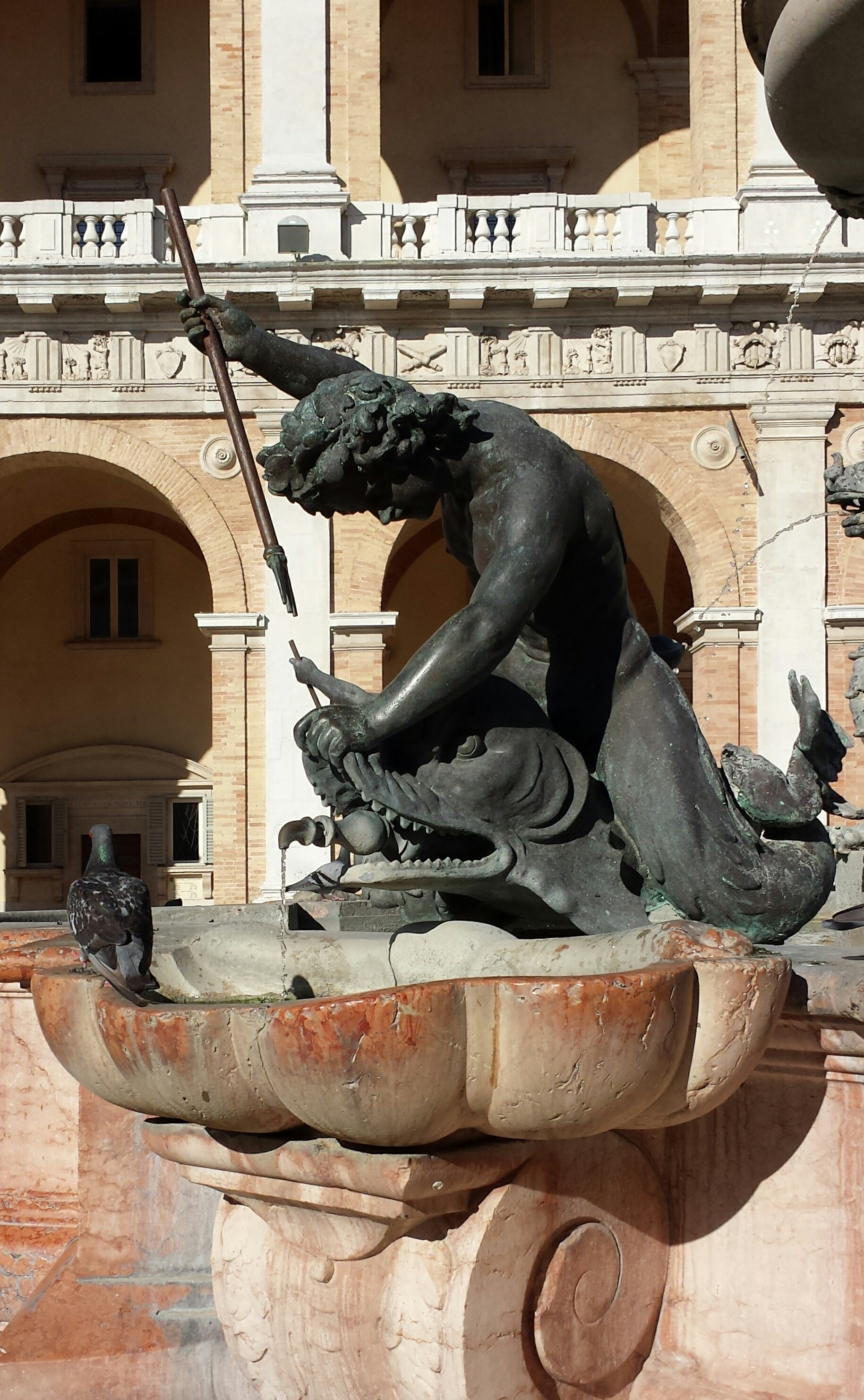
Tryton na delfinie (1622) fragment Fontanny Madonny (1606-14) w Loreto

Tarquinio Jacometti (ur. 1570 w Recanati, zm. 1638 tamże) – włoski rzeźbiarz i odlewnik, tworzący w okresie wczesnego baroku na terenie regionu Marche.

## Życiorys
Starszy brat Piera Paola. Był uczniem swojego dziadka, Antonia Calcagniego. Jednym z jego wczesnych dzieł są drzwi bazyliki Santa Casa w Loreto, nad którymi pracował razem z Sebastianem Sebastianim, oraz fontanny w Loreto: Dei Galli (1614-1616) oraz Della Madonna (1620). Później pracował wspólnie z bratem w Faenzy, Maceracie, Recanati, Osimo i Ascoli Piceno.

## Wybrane dzieła
- Medalion z portretem kardynała Gallo (1613)
- Fontanna na Piazza Maggiore w Faenzy (1619-1620)
- Chrzcielnica w katedrze San Flaviano w Recanati (1623)
- Popiersie kardynała Pio di Savoia w Maceracie (1623)
- Brązowa chrzcielnica w baptysterium w Osimo (1629)
- Pomnik pamięci Vincenza Cataldiego, w kościele San Francesco w Osimo